# Igor Prahić
Igor Prahić (ur. 15 kwietnia 1987 w Varaždinie) – chorwacki piłkarz występujący na pozycji obrońcy w NK Varaždin.

## Kariera klubowa
Prahić zaczął swoją karierę w Varteksie Varaždin i to właśnie w barwach tego klubu w 2006 roku zadebiutował w dorosłym futbolu. W grudniu 2008 roku został zaproszony przez Celtic F.C. na testy, lecz ostatecznie, pomimo spekulacji mediów, nie podpisał kontraktu ze szkockim klubem. 16 stycznia 2010 roku Chorwat został zawodnikiem francuskiego CS Sedan, z którym podpisał półtoraroczny kontrakt. 22 sierpnia 2010 roku oficjalna strona Legii Warszawa, że Prahić znajduje się na testach w polskim klubie. W 2011 roku grał w Istra 1961, a następnie od 2012 do lata 2013 występował w NK Zadar. Latem 2013 przeszedł do FC Vaslui, a w 2014 do Padideh FC. W sezonie 2015/2016 był piłkarzem NK Zavrč, a w sezonie 2016/2017 – Naftu Teheran. W 2017 wrócił do NK Varaždin.

## Kariera reprezentacyjna
Prahić jest były młodzieżowym reprezentantem Chorwacji i we wszystkich reprezentacjach juniorskich rozegrał 40 spotkań